# Венера 4
Венера 4 е автоматичен космически апарат, изстрелян от СССР на 12 юни 1967 г. в 02:40 стандартно време с цел изследване на Венера. При конструирането му са взети предвид параметрите на атмосферата на планетата, получени от предишната мисия Венера 3. Общата маса на апарата е 1106 Kg, а спускаемият апарат е с тегло 377 Kg. Изстрелян е с помощта на ракетата носител Мълния-М. 
Орбиталният отсек е херметичен. Има цилиндрична форма. В него са разположени системи за радиовръзка, ориентация и терморегулация, прибори за регистриране на водород и кислород, магнитометър, детектор на космически лъчи, йонен анализатор, акумулатори. Мощността на радиопредавателя, работещ в дециметровия обхват, е 40 вата. Телеметричната информация се е предавала непосредствено на Земята или чрез предварителен запис на магнетофон. Максималният обем информация на магнетофона е бил 150 КБт. Станцията има слънчеви панели с обща повърхност 2,4 м2 и акумулатори с капацитет 84 амперчаса.
Спускаемият апарат е сфера с диаметър 103 см. В него има два отсека – приборен и парашутен. Спирачната система се състои от два парашута – спомагателен с повърхност 2,2 м2 и основен с площ на купола 55 м2. Спускаемият апарат е херметичен с налягане във вътрешността му 2 атмосфери. Изчислен е за работа при температура до 425°C и налягане до 10 атмосфери. В него има: датчици за налягане на атмосферата, измерващи от 0,13 до 6 атмосфери, газоанализатори за определяне на химичния ѝ състав, прибори за определяне на нейната температура и плътност във височина.
На 18 октомври 1967 г. спускаемият модул навлиза в атмосферата на Венера откъм нощната ѝ страна в района на екватора. Претоварването при спускането му достига 300 g. Предполага се, че апаратът е кацнал на място с координати 19° сев. ш. и 38° изт. д. Провеждат се първите преки измервания на нейната температура, налягане, химически състав и плътност, като по този начин се осъществява първото предаване на информация от друга планета. Разстоянието до повърхността бива следено с радарен висотомер. Апаратът престава да функционира на височина 24,96 km. Спекулира се, че повредата е настъпила вследствие на разрушаване от високото налягане и високата температура на атмосферата, които все още не са били установени с достатъчна точност, но е възможно и изчерпване на батериите поради продължителното спускане в гъстата атмосфера. Температурата е измервана в продължение на 93 минути до височина 28 км над повърхността, при което тя се повишава от 33 до 262°C. Химическият анализ показва съдържание от 90 % на въглероден двуокис в атмосферата и незначително количество кислород и водна пара. Научните прибори показват, че Венера няма радиационни пояси, а магнитното ѝ поле е 3000 пъти по-слабо от земното.